# Nico Schouten
Nico Schouten (Vreeswijk, 29 december 1945) is een Nederlands politiek activist en politicus. Hij kreeg in Nederland landelijke bekendheid toen hij in 1977 de woordvoerder en het gezicht van de organisatie Stop de Neutronenbom werd.
Schouten studeerde in de jaren 70 sociologie aan de Vrije Universiteit Amsterdam. In die jaren werd hij lid van de Communistische Partij van Nederland (CPN) en was hij een periode districtsbestuurder van deze partij. Van 1982 tot in 1989 was hij lid van het partijbestuur. Na de opheffing van de CPN sloot hij zich in 1993 aan bij de Socialistische Partij (SP). Schouten was van 1997 tot eind 2010 als medewerker sociaal-economische aangelegenheden verbonden aan het wetenschappelijk bureau van de SP. Hij was van 2003 tot 2007 statenlid in Noord-Brabant.
Schouten is tevens een verdienstelijk schaker. Hij nam in 1975 deel aan het Nederlandse kampioenschap en werd hierop vijfde. Zijn grootste succes boekte Schouten in 2014 in Porto (Portugal) waar hij Europees kampioen bij de senioren (65+) werd.
- International Standard Name Identifier: 0000 0003 9294 895X
- Nederlandse Thesaurus van Auteursnamen: 146482883
- Virtual International Authority File: 287073061